# Marianna Danuta Gnoza
Marianna Danuta Gnoza (ur. 1 lutego 1965 w Wolkowych) – polska działaczka społeczna kultywująca i propagująca kulturę ludową Kurpiowszczyzny, działająca również w Towarzystwie Przyjaciół Dzieci. Nauczycielka, regionalistka, przewodniczka turystyczna z Puszczy Zielonej.

## Życiorys
Jest córką Józefa Charamuta i Zofii z domu Siok. Szkołę podstawową ukończyła w rodzinnej wsi, Wolkowych. Następnie kształciła się w Liceum Ekonomicznym w Ostródzie, a potem w Studium Wychowania Przedszkolnego w Ostrołęce. Ma tytuł zawodowy magistra pedagogiki, jest nauczycielką dyplomowaną. W Wyższej Szkole Pedagogicznej ukończyła studia podyplomowe w zakresie nauczania początkowego i psychologii zarządzania personelem.
W 1998 zaczęła pełnić funkcję prezeski Zarządu Gminnego Towarzystwa Przyjaciół Dzieci w Myszyńcu oraz wiceprezeski Zarządu Powiatowego Towarzystwa Przyjaciół Dzieci w Ostrołęce. W 2000 założyła w Myszyńcu Środowiskowe Ognisko Wychowawcze TPD.
Członkini kadry pedagogicznej Publicznej Szkoły Podstawowej im. Kazimierza Stefanowicza w Myszyńcu, pełniła funkcję wicedyrektorki Zespołu Szkół w Myszyńcu. W 2018 kierowany przez nią zespół mażoretek ze szkolnego klubu sportowego Błysk Myszyniec zdobył wicemistrzostwo Polski mażoretek w konkurencji juniorskiej mażoretek klasycznych. Organizuje coroczne zbiórki żywności pod hasłem „I Ty możesz zostać świętym Mikołajem”. Prezeska Zarządu Gminnego Towarzystwa Przyjaciół Dzieci w Myszyńcu, wiceprezeska Zarządu Powiatowego Towarzystwa Przyjaciół Dzieci w Ostrołęce.
Aktywnie angażuje się w kultywowanie kultury kurpiowskiej poprzez organizację wystaw, warsztatów etnograficznych, kącików regionalnych, przygotowanie mszy z elementami gwary kurpiowskiej w bazylice mniejszej w Myszyńcu. Członkini Zespołu Folklorystycznego „Kurpiowszczyzna” w Myszyńcu. Założycielka dziecięcego zespołu regionalnego „Małe Kurpiaki”, prezentującego tańce i piosenki kurpiowskie. Uczestniczyła jako konsultantka w pracach nad Słownikiem wybranych nazw i wyrażeń kurpiowskich Henryka Gadomskiego, Mirosława Grzyba i Tadeusza Greca (2013). W 2018 weszła w skład Rady Dialektu Kurpiowskiego podlegającej organizacyjnie Związkowi Kurpiów, rozwiązującej problemy z zakresu poprawnego używania gwary kurpiowskiej w zakresie słownictwa, odmiany, wymowy i pisowni. Od 2020 jest przewodniczką turystyczną w Kole Przewodników Turystycznych „Kurpie” w Myszyńcu. W 2021 została powołana w skład zespołu do spraw opracowania Gminnego Programu Rewitalizacji dla Gminy Myszyniec na lata 2022–2030 jako przedstawicielka Szkoły Podstawowej im. Kazimierza Stefanowicza w Myszyńcu.
Ma męża oraz trójkę dzieci.

## Odznaczenia i wyróżnienia
- 1999 – Odznaka „Przyjaciel Dziecka” nadawana przez Towarzystwo Przyjaciół Dzieci[2]
- 2004 – Srebrna Odznaka Zasłużonego Działacza Towarzystwa Przyjaciół Dzieci[2]
- 2005 – Złota Odznaka Zasłużonego Działacza Towarzystwa Przyjaciół Dzieci[2]
- 2008 – Nagroda Prezesa Związku Kurpiów „Kurpik” w kategorii „Edukacja regionalna”[2] („za ochronę dziedzictwa kulturowego, budzenie tożsamości i działanie na rzecz wszechstronnego rozwoju regionu kurpiowskiego”)[10]
- 2009 – Medal Komisji Edukacji Narodowej[2]
- 2010 – Medal im. dr. Henryka Jordana[2] („za wybitne osiągnięcia w działalności w zakresie ochrony zdrowia, sportu, rekreacji i usportowienia dzieci i młodzieży”)[11]
- 2012 – Brązowy Krzyż Zasługi („za zasługi w działalności na rzecz kultywowania i propagowania kultury ludowej”)[12]
- 2012 – „Talar Kurpiowski” z podobizną ks. Władysława Skierkowskiego (pamiątkowe odznaczenie Starostwa Powiatu Ostrołęckiego dla osób i instytucji, które w 2011 szczególnie wyróżniały się działaniami na rzecz upamiętniania tego badacza i jego działalności)[13][14]
- 2015 – Odznaka honorowa „Zasłużony dla Kultury Polskiej”[2]
- 2019 – Medal Pamiątkowy „Pro Masovia”[15]
- 2019 – Nagroda Burmistrza Myszyńca („za realizację działań artystycznych promujących pozytywny wizerunek Gminy Myszyniec w kraju i za granicą”)[16]